# Olga Fečová
Olga Fečová (26. května 1942 Humenné – 28. února 2022) byla romská spisovatelka, pěstounka, pedagogická asistentka a osobnost romské ženské emancipace. Věnovala se dětem ze znevýhodněného prostředí. Od roku 1990 byla členkou Českého helsinského výboru a od roku 2016 držitelkou ocenění Roma Spirit.

## Život
Narodila se roku 1942 v Humenném jako Olga Demeterová. Oba rodiče pocházeli z hudebnických rodin. V jejích pěti letech se rodina přestěhovala do Prahy. Indoložka a zakladatelka české romistiky Milena Hübschmannová později vzpomínala, že Olžin otec Michal Demeter byl prvním člověkem, který ji učil romsky. Docházela za ním do jeho práce v trafice v pasáži Divadla Komedie.
Jako nejstarší dcera se Olga od mala musela starat o své sourozence. Od šesti let vařila, prala a starala se o domácnost. Od roku 1966 žila se hudebníkem Jozefem Fečem (1940–2013). Vzali se roku 1968 a vychovali dcery Eriku a Ludmilu. Jejím vnukem je kontrabasista a jazzman Josef Fečo.
Olga Fečová se věnovala dětem ze znevýhodněného prostředí. Se svými dcerami se jako pěstounka starala o odložené novorozence určené k adopci. Pro větší děti s manželem založila a vedla hudebně-divadelní soubory v několika městech. Roku 1996 to byl dětský soubor Čhavorikaňi luma (Dětský svět) v Neratovicích. Další následovaly v Náchodě, Berouně či Krupce. Od roku 2016 vedla ženskou skupinu Jileha (Srdcem) v Krupce. Ve stejném roce získala ocenění Roma Spirit. Roku 2022 vyšla její kniha pamětí Den byl pro mě krátkej s podtitulem Paměti hrdé Romky (nakl. Paseka - Kher). Paměti chtěla vydat ke svým 80. narozeninám, zemřela však o sedm měsíců dříve.

## Ocenění
- Roma Spirit (2016)